# Bactromantis parvula
Bactromantis parvula es una especie de mantis de la familia Thespidae.